# Carrallukë
Carrallukë / Crni Lug (cyr. Црни Луг) – wieś w Kosowie, w regionie Prizren, w gminie Malishevë/Mališevo. W 2011 roku liczyła 2 226 mieszkańców. 